# Camerouns præsidenter
Cameroun blev uafhængig i 1960. Camerouns præsidenter har været:
| Nr. | Billede               | Navn                  | Fra              | Til              | Parti |
|     | Præsident af Cameroun | Præsident af Cameroun |                  |                  | |
| --- | --------------------- | --------------------- | ---------------- | ---------------- | --- |
| 1   |                       | Ahmadou Ahidjo        | 1. oktober 1960  | 6. november 1982 | Den Camerounske Union (partiet fusioneret med Kamroun Nationaldemokratiske Parti i 1966) Camerouns Nationale Union |
| 2   |                       | Paul Biya             | 6. november 1982 | Nuværende        | Camerouns Nationale Union (partiet ændrede navn i 1985) Camerouns Demokratiske Folkebevægelse                      |